# Christian vom Lehn

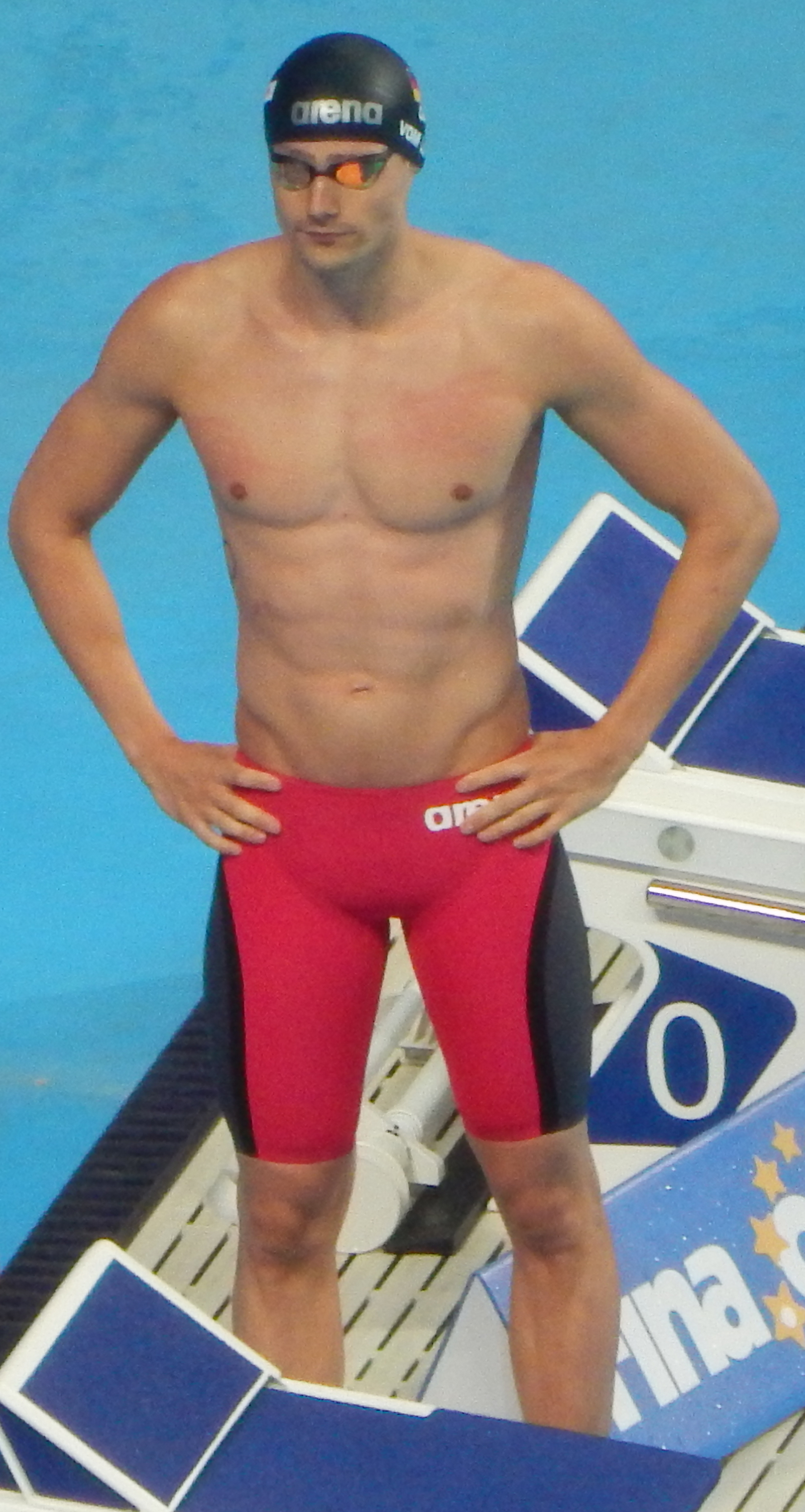
Christian vom Lehn bei der WM 2015

Christian vom Lehn (* 14. April 1992 in Wuppertal) ist ein deutscher Schwimmer. Er ist mehrmaliger Jugend- bzw. Junioren-Europameister sowie zweimaliger Deutscher Meister bei den Senioren. Er gewann die Bronze-Medaille bei den Schwimmweltmeisterschaften 2011.
Bevorzugte Schwimmstile vom Lehns sind Brust und Lagen, wobei er sich selbst eine „Rückenkrankheit“ attestiert (langsamer als in seiner Spezialdisziplin). Über 200 Meter Brust verteidigte er im Juli 2010 seinen im Vorjahr in Prag (2:11,07 min) gewonnenen Jugendeuropameisterttitel in Helsinki trotz Leistenbeschwerden mit einer Zeit von 2:12,93 min.

## Karriere
Bei den Deutschen Schwimmmeisterschaften 2009 der Senioren hatte er als Siebzehnjähriger in 2:13,65 min mit Jahrgangsrekord über dieselbe Strecke bereits die Bronzemedaille gewonnen. In Helsinki gewann er zusätzlich zwei Bronzemedaillen: im Einzel über 100 Meter Brust mit der Zeit von 1:02,56 min und mit der 4-mal-100-Meter-Lagenstaffel zusammen mit Christian Diener (Cottbus), Melvin Herrmann (Dortmund) und Kevin Leithold (Bitterfeld). Bei den Deutschen Schwimmmeisterschaften 2010 gewann der Abiturient die Silbermedaille in der 4-mal-100-Meter-Lagenstaffel mit seinen Mannschaftskameraden Steffen Driesen, Björn Koch und Christoph Fildebrandt, verfehlte allerdings die Norm für die EM 2010 in Ungarn.
Nach längeren verletzungsbedingten Pausen trumpfte vom Lehn bei den Deutschen Schwimmmeisterschaften 2011 in Berlin mit zwei Meistertiteln über seine Spezialstrecken auf. Über 100 Meter Brust erzielte er 1:00,51 min und gewann vor Vorjahressieger Hendrik Feldwehr (1:00,68 min). Die 200 Meter legte er in 2:08,97 min zurück, verfehlte den noch mit dem Wunderanzug geschwommenen deutschen Rekord des Darmstädters Marco Koch von 2009 (2:08,38 min) nur um 59 Hundertstelsekunden und gewann vor dem Leipziger Tony Wiegmann (2:14,67 min). Mit beiden Zeiten unterbot er die strengen Qualifikationsnormen für die Schwimmweltmeisterschaften 2011 in Shanghai, mit der 200-Meter-Leistung um 2,38 Sekunden (2:11,35 min), was ihn auf Platz zwei der Jahresweltbestenliste brachte.
In Shanghai gewann er sodann in 2:09,06 min hinter dem Ungarn Dániel Gyurta (2:08,41 min) und Kōsuke Kitajima (2:08,63 min), dem Goldmedaillengewinner von Peking und Athen, überraschend die Bronzemedaille.
Im Oktober 2012 wechselte er von der SG Bayer Wuppertal/Uerdingen/Dormagen zur SG Essen und im August 2016 zurück zu seinem Stammverein.

## Ehrungen
- 2009 – Wuppertaler Triangulum in Gold (Jugendeuropameister im Schwimmen 200 m Brust)

## Erfolge
- 2010 – Olympische Jugend-Sommerspiele 2010, Singapur: Bronze 4 × 100 m Lagen
- 2011 – Schwimmweltmeisterschaften 2011, Shanghai: Bronze über 200 m Brust
- 2012 – Schwimmeuropameisterschaften 2012, Debrecen: Silber 4 × 100 m Lagen